# Mniodendron wallisii
Mniodendron wallisii là một loài Rêu trong họ Hypnodendraceae. Loài này được (Müll. Hal.) A. Jaeger mô tả khoa học đầu tiên năm 1880.